# Vinzel
Vinzel är en ort och  kommun i distriktet Nyon i kantonen Vaud, Schweiz. Kommunen har 380 invånare (2023).